# Dagblad Suriname
Dagblad Suriname is een Surinaamse krant die op 6 juni 2002 werd opgericht als alternatief voor de twee al gedurende lange tijd bestaande kranten De Ware Tijd en De West. Oprichter en directeur is Faried Pierkhan, grootaandeelhouder van FaFam Publishing N.V. 
Dagblad Suriname maakt deel uit van het mediabedrijf van de familie Pierkhan. Pierkhan geeft ook leiding aan Rapar Broadcasting Network (RBN). RBN bezit een aantal radiozenders: RP the Hot One (89.7FM), Radio Acme (91.3FM) en Beat FM (92.1FM), Twee televisiezenders RBN 5.1 en Alpha Channel 5.2, en een advertentiebureau, ACME Service.